# Dani Rovira
Daniel Rovira de Rivas (Málaga, 1 de novembro de 1980) é um ator espanhol. Em 2015, ganhou o Prêmio Goya de melhor ator revelação pelo seu papel no filme Ocho apellidos vascos.